# 231 F PLM 231 à 285 et 231 F 2 à 166

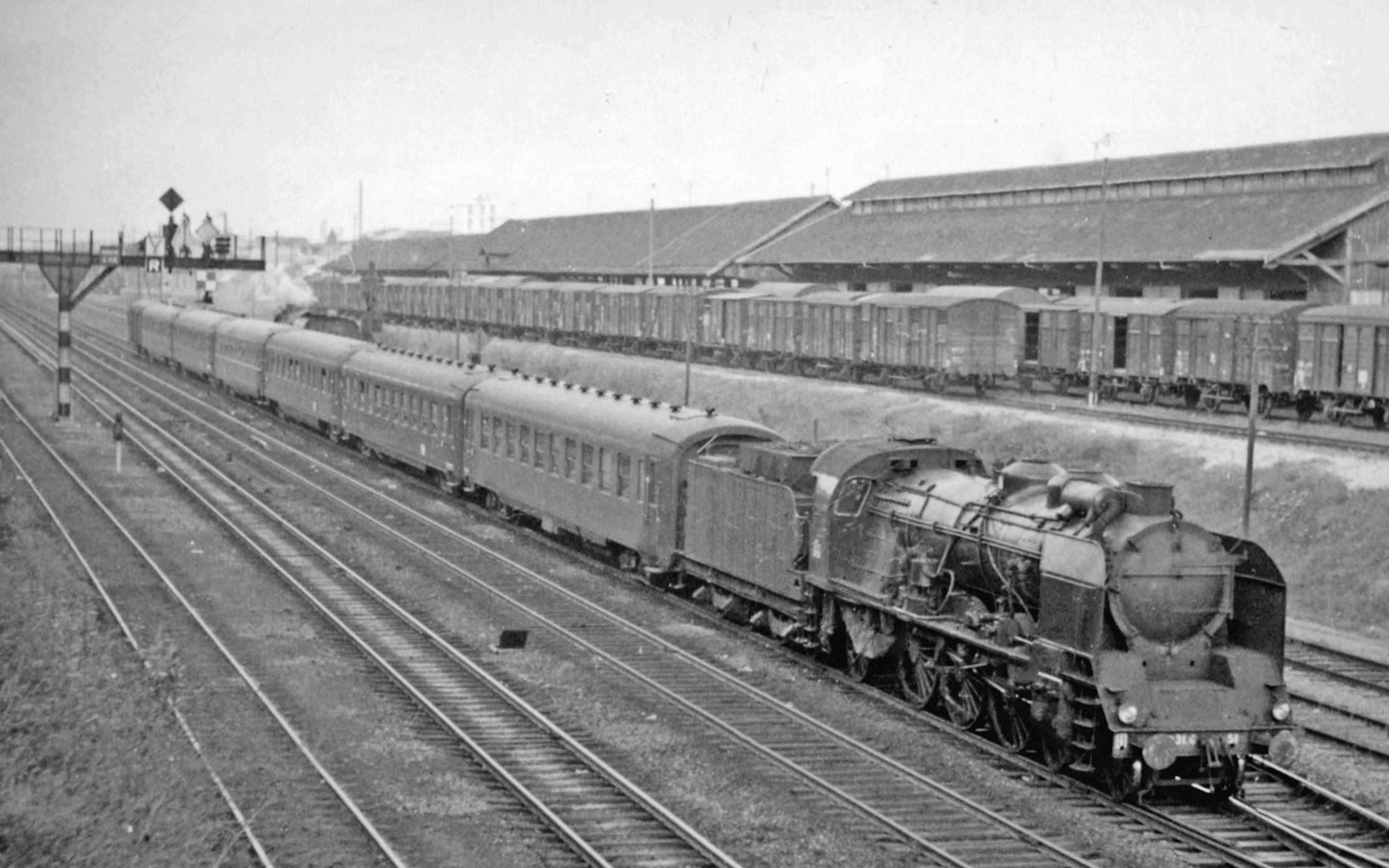
231 G 51 près de Reims en 1958.

Les 231 F PLM 231 à 285 et 231 F 2 à 166  sont des locomotives de vitesse de type 231, Pacific Compound pour les trains de voyageurs de la compagnie des chemins de fer de Paris à Lyon et à la Méditerranée.  
La série se compose des 231 F PLM 231 à 285, livrées en 1932, complètée par 20 machines transformées, issues de la série 231 PLM 6301 à 6480 qui sont immatriculées  dans la série 231 F2 à 166. 
En 1938, à la SNCF, l'ensemble compose la série 231 G 1 à 285,.
Elles forment en complément des séries sœurs, la famille des Pacific PLM.

## Histoire
Ces locomotives sont issues d'une commande réalisée en 1931 et concernant les machines suivantes :
- 231 F 231 à 255, livrées par Schneider, (le Creusot) en 1931, n° de construction (4551 à 4575)[3]
- 231 F 256 à 285, livrées par Schneider, (le Creusot) en 1932, n° de construction (4578 à 4607)

Elles représentent les dernière Pacific livrées neuves à la compagnie PLM.
Cette commande est complétée par la transformation en 1931, de 24 unités, provenant de la série de locomotives 231 D 1 à 230.
Il s'agit des machines suivantes : 231 F 2, 11, 29, 30, 46, 47, 57, 116 à 118, 121, 130, 135, 138, 139, 142, 145 ,149, 152, 166.
En 1932, trois autres machines sont transformées les 231 F 13, 36 et 133.
En 1933, une machine est transformée, la 231 F 141 puis devient 231 H 141 prototype  de la série des 231 H 1 à 30.
La série comporte 79 unités, soit 55 machines livrées neuves par Schneider au Creusot et 24 machines issues de la série 231 D, transformées dans les ateliers du PLM.

## Transformations
Sur  24 locomotives transformées, les modifications concernent l'équipement d'un réchauffeur et économiseur d'eau système DABEG ou d'une combinaison entre un économiseur d"eau système DABEG et un réchauffeur d'eau, système ACFI (231 F 13, 36, 123), du montage d'écrans pare-fumée et de l'éclairage par turbo-générateur. 
La 231 F 141 reçoit  une nouvelle chaudière timbrée à 20 MPa

## Caractéristiques
- Pression de la chaudière : (16 MPa)
- Surface de grille : 4.25 m²
- Surface de chauffe : 206,22 m²
- Surface de surchauffe : 44,58 m²
- Diamètre des cylindres : HP 440 mm, BP 650 mm
- Course des pistons: 650 mm
- Diamètre des roues du bogie avant : 1000 mm
- Diamètre des roues motrices : 2000 mm
- Diamètre des roues du bissel arrière :1360 mm
- Masse à vide : 86.9 t
- Masse en ordre de marche : 96,7 t
- Masse adhérente : 55.5 t
- Longueur totale : 13.99 m
- Vitesse maxi en service : 120 km/h